# Hélène Rytmann
Hélène Rytmann, född 15 oktober 1910 i Paris, död 16 november 1980 i Paris, var en fransk sociolog, kommunist och motståndskvinna. Hon var gift med den franske filosofen Louis Althusser.
Rytmann, som var av ryskt och litauiskt ursprung, var medlem av franska motståndsrörelsen under andra världskriget; hon använde sig av kodnamnet "Legotien". Bland hennes vänner i motståndsrörelsen fanns den franske filosofen Jean Beaufret. Hon uteslöts ur franska kommunistpartiet efter anklagelser om stalinkritisk trotskism samt för att deltagit i summariska avrättningar av tidigare franska kollaboratörer i Lyon. I november 1980 ströps Rytmann till döds av sin make Louis Althusser; han ansågs emellertid inte kunna ställas inför rätta på grund av psykisk sjukdom och lades i stället in på en rättspsykiatrisk klinik under tre år.
Rytmann är begravd på Cimetière parisien i Bagneux, söder om Paris.
Althusser skriver om Rytmann:
| ” | Jag hade aldrig omfamnat en kvinna och framför allt hade jag aldrig blivit omfamnad av en kvinna (och detta vid trettio års ålder!). Begäret steg inom mig, vi älskade på sängen. Det var något nytt, spännande, härligt och våldsamt. När hon (Hélène) hade gått, öppnades en avgrund av ångest inom mig, en avgrund som aldrig skulle sluta sig. | „ |